# Bahnhof Courcelles-Chaussy
Der Bahnhof Courcelles-Chaussy (1891 bis 1918: Kurzel) war der Bahnhof der gleichnamigen Gemeinde in Lothringen und zeichnete sich vor dem Ersten Weltkrieg durch seine besondere Ausstattung für Aufenthalte von Kaiser Wilhelm II. aus.

## Geografische Lage
Der Bahnhof lag an der heute stillgelegten Bahnstrecke Kurzel–Teterchen etwa 1,5 km vom Schloss Urweiler entfernt, das Kaiser Wilhelm II. zeitweise als Sommerresidenz nutzte.

## Geschichte

Allerhöchster Besuch im Bahnhof Kurzel: Kaiser Wilhelm II. und Kaiserin Auguste Viktoria

Der Bahnhof wurde mit dem entsprechenden Abschnitt der Bahnstrecke 1873 eröffnet. Er gehörte damals zum Netz der Reichseisenbahnen in Elsaß-Lothringen (EL), nach dem Ersten Weltkrieg zur Administration des chemins de fer d’Alsace et de Lorraine (AL) und ab 1938 zur SNCF. Der Personenverkehr auf der Strecke wurde 1948 aufgegeben. Bis 1985 bestand noch Güterverkehr. Dann wurde die Strecke stillgelegt.
Beim ersten Besuch des Kaisers am 5. September 1893 waren 10.000 Menschen in Sonderzügen nach Courcelles-Chaussy gereist. Der Kaiser besuchte Courcelles-Chaussy 14 mal, zuletzt 1912.

## Gebäude
Das Besondere war, dass der Bahnhof zwei Empfangsgebäude besaß, eines für den öffentlichen Verkehr und auf der gegenüberliegenden Seite der Gleise einen Fürstenbahnhof für den deutschen Kaiser, ab 1891 errichtet. Außerdem wurde 1901 im Bahnhof eine 130 m lange Remise aus Holz mit zwei Gleisen errichtet, in der der 253,4 m lange kaiserlichen Hofzug in zwei Teilen geschützt abgestellt werden konnte. Die Gebäude sind alle nicht mehr erhalten.